# Triaenoneura
Triaenoneura är ett släkte av fjärilar. Triaenoneura ingår i familjen mott.
Kladogram enligt Catalogue of Life:
| Triaenoneura | \| \| Triaenoneura albifascia \| \| \| \| \| \| Triaenoneura laticinctella \| \| \| \| |
|              | \| \| Triaenoneura albifascia \| \| \| \| \| \| Triaenoneura laticinctella \| \| \| \| |
|              | Triaenoneura albifascia                                                                |
|              |                                                                                        |
|              | Triaenoneura laticinctella                                                             |
|              |                                                                                        |